# Língua nobiin
Nobiin, ou Mahas, é uma língua núbia setentrional da filo das línguas nilo-saarianas. "Nobiin" é o genitivo de Nòòbíí ("Núbio"), significando literalmente "(língua) dos Núbios". Outro termo usado é Noban tamen, que significa "língua Núbia".

## História

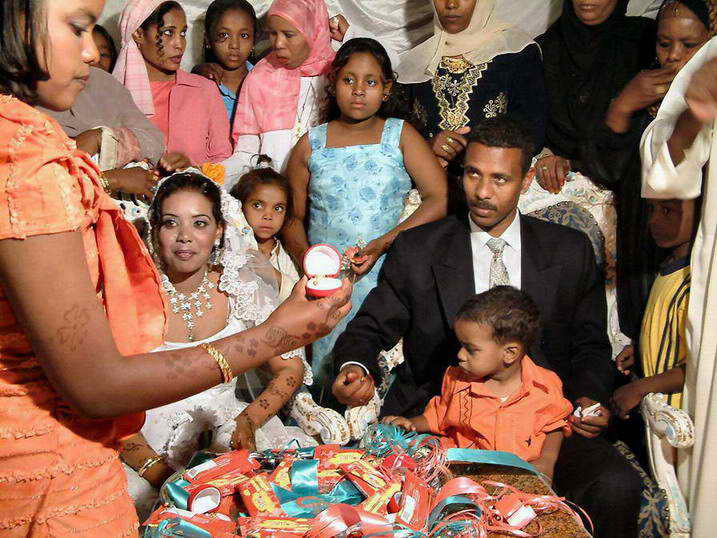
Casamento Núbio nas proximidades de Assuã

Há pelo menos 2.500 anos, os primeiros falantes núbios migraram para o vale do Nilo. A língua núbia antiga é tida como ancestral do Nobiin, que é uma linguagem com vogal contrastiva e comprimento da consoante. A ordem básica da palavra é sujeito-objeto-verbo.
Nobiin é atualmente falada ao longo das margens Nilo no sul Egito e norte Sudão por aproximadamente 610 mil núbios. Os falantes do Nobiin do presente são quase todos bilíngues em variantes locais do árabe. Em geral, o Árabe Moderno Padrão (para fins oficiais), bem como o Árabe Saidi Egípcio ou Árabe do Sudão são usados. Muitos núbios que falam a língua foram forçados a se mudar em 1963-1964 para abrir espaço para a construção da barragem de Assuã em Assuã, no Egito e para o norte do Lago Nasser. 
Não há padronização ortografia para Nobiin. Foi sendo escrito tanto em alfabeto latino ou árabe; Além disso, recentemente, houve esforços para reviver o Antigo alfabeto nubiano. Este artigo adota a ortografia latina utilizada na única gramática de Nobiin, escrita por Roland Werner (1987)  Grammatik des Nobiin .
Um dos primeiros ocidentais a divulgar esta língua na Europa foi padre Giovanni Losi (1838-1882), missionário italiano em El-Obeid.

## Fonologia
O Nobiin tem sílabas abertas e fechadas:  ág  'boca',  één  'mulher',  gíí  'tio',  kám  'camelo'  "sangue". Toda sílaba tem um tom. As consoantes longas só são encontradas na posição intervocálica, enquanto que as vogais longas podem ocorrer na posição inicial, medial e final. Como forma fonotática, pode haver uma relação fraca entre a ocorrência de consoante e o comprimento da vogal: as formas como  ditarr  'escalar' e  dààrìl  'estar presente' são encontradas, mas  * dàrìl  (curto V + curto C) e  * dààrrìl  (longa V + longa C) não existem; Da mesma forma,  féyyìr  'grow' e  fééyìr  'perder (uma batalha)' ocorrem, mas não  * féyìr  e  * fééyyìr .

### Vogais
O Nobiin tem um sistema de cinco vogais. As vogais  / e / e  / o / podem ser percebidas com fechadas ou meio-abertas (como  [ɛ] e  [ɔ], respectivamente). Vogais podem ser longas ou curtas, p.  jáákí  'medo' (long  / aː /),  jàkkàr  'anzol de pesca ( / a / curto). No entanto, ditongos são interpretados como seqüências de vogais e semi-vogais  / w / e  / j /.

### Consoantes
A extensão da consoante é contrastivo em Nobiin, e.  darwwí  'caminho' versus  dáwí  'cozinha'. Como o comprimento da vogal, o comprimento da consoante não é muito estável; as consoantes longas tendem a ser encurtadas em muitos casos (por exemplo, no empréstimo da língua árabe  dùkkáán  'loja' é freqüentemente encontrado como  dùkáán ).
O fonema / p / tem um estado um pouco marginal, pois só ocorre como resultado de certos processos morfo-fonológicos. A plosiva forte / b / está principalmente em contraste com / f /. Originalmente, [z] só ocorre como alofone de / s / antes de consoantes fortes No entanto, através do influxo de empréstimos do árabe adquiriu status fonológico: àzáábí 'dor'. A fricativa glotal [h] ocorre como alofone de /s, t, k, f, g/ (síddó → híddó 'onde?'; tánnátóón → tánnáhóón 'dele/dela'; ày fàkàbìr → ày hàkàbìr 'eu vou comer'; dòllàkúkkàn → dòllàhúkkàn 'ele amou'. Este processo é unidirecional (ou seja, / h / nunca mudará para uma das consoantes acima) e foi denominado "comutação consoante" ("Konsonantenwechsel") por Werner (1987: 36). Somente em muito poucas palavras, se houver, tem / h / tem status fonológico independente: Werner lista  híssí  'voz' e  hòòngìr  'zurrando', mas pode-se notar que o último exemplo é menos convincente devido à sua natureza onomatopéica. As alveolares líquidas / l / e / r / estão em variação livre como em muitas línguas africanas. O aproximante / w / é um labial-velar vocal.

### Vogais
| Monotongos   | Anterior | Central | Posterior |
| ------------ | -------- | ------- | --------- |
| Fechada      | i, iː    |         | u, uː     |
| Meio-fechada | e, eː    |         | o, oː     |
| Aberta       |          | ɑ, ɑː   |           |

### Consoantes
|                    | Bilabial | Bilabial | Labio-dental | Labio-dental | Alveolar | Alveolar | Palatal | Palatal | Velar | Velar | Glotal |
| ------------------ | -------- | -------- | ------------ | ------------ | -------- | -------- | ------- | ------- | ----- | ----- | ------ |
| Plosiva e Africada | p        | b        |              |              | t        | d        | cç      | ɟʝ      | k     | ɡ     |        |
| Nasal-oclusiva     |          | m        |              |              |          | n        |         | ɲ       |       | ŋ     |        |
| Fricativa          |          |          | f            |              | s        | z        | ç       |         |       |       | (h)    |
| Vibrante           |          |          |              |              |          | r        |         |         |       |       |        |
| Aproximante        |          |          |              |              |          | l        |         | j       |       | w     |        |